# 川越にこ
川越 にこ（かわごえ にこ、2003年〈平成15年〉4月23日   - ）は、日本のAV女優、料理人、アイドル。東京都八丈町（八丈島）出身。GG所属。

## 経歴
八丈島生まれの八丈島育ち。料理人になりたくて18歳で上京。調理師学校に入学しその後料理人として就職。和洋中製菓なんでも作れるが、2024年時点ではホテルのイタリア料理店と 街中のカフェ&バーの2店舗で働いている。
男性ばかりの職場の中で生きてきたため、「女の子」としての輝きや自分らしく個性を活かした仕事は何かなと考えていた頃にスカウトされたことをきっかけにAV出演を決意した。この時にスカウトされたのは別事務所であったが、比較対象のため訪問したGGと契約した。
2023年10月13日、TikTok初投稿。2024年2月13日、『快楽で瞳トロける天性のモテSEX 新人NO.1STYLE 川越にこ AVデビュー』にてエスワン専属女優としてデビュー 。同作は2024年1月8日週FANZA 通販フロア週間AVランキングにおいて2位を獲得。2024年2月5日週FANZA動画フロア週間AVランキングにおいて1位を獲得した。
2024年2月12日週のFANZA通販フロア週間AVランキングにおいて『男を虜にして離さない天性のモテSEXを持つ川越にこの初体験3本番』が8位を獲得。また2月のFANZA作品別ランキングではデビュー作が6位まで再上昇した｡
2024年4月5日〜4月7日まで、第10回 台湾アダルト博覧会(TAE)のイベント「男女優,悩まず」に出展者である日本Pierrotのもと参加した。事前記事では新人人気AV女優と紹介された。
2024年4月6日週FANZA単体作品週間ランキングにおいて『照れて、惚れて、イキ止まない。ホテルでじっくりねっとり何度も何度も求め合う丸一日中ヤリまくり濃密デート 川越にこ』が4位を獲得 。同じ期間の集計においてVR作品『VR NO.1 STYLE 川越にこ 解禁 ―大きく輝く黒目、心掴む澄んだ眼差し― ゼッタイ惚れちゃう天性のモテSEXを完全独占!』がFANZA VR動画週間ランキングにおいて1位を獲得。
2024年4月18日、YouTube『川越にこ@kawagoeniko』チャンネル開設。
2024年4月1日～4月30日のFANZA単体作品月間ランキングにおいて『照れて、惚れて、イキ止まない。ホテルでじっくりねっとり何度も何度も求め合う丸一日中ヤリまくり濃密デート 川越にこ』が9位を獲得。
また同月のFANZA VR動画 月間ランキングで『VR NO.1 STYLE 川越にこ 解禁 ―大きく輝く黒目、心掴む澄んだ眼差し― ゼッタイ惚れちゃう天性のモテSEXを完全独占！』が4位を獲得した｡
週刊プレイボーイ 2024年5月6日号の『今後のAV界を担う10人の逸材!!新人ネクストブレイクAV女優』の1人に選ばれる｡
週刊大衆 2024年5月20日号に次世代スターとして巻頭グラビアが掲載された｡
2024年5月20日～5月26日の集計期間でFANZAレンタルフロア週間AVランキングにおいてデビュー作『 快楽で瞳トロける天性のモテSEX 新人NO.1STYLE 川越にこ AVデビュー』が2位を獲得。5月27日週において同作品が1位にランクアップ。6月3日週でも1位を維持した。6月10日の週においても1位を獲得し3週連続で1位となった。
2024年6月24日～6月30日の集計期間でFANZAレンタルフロア週間AVランキングにおいて『男を虜にして離さない天性のモテSEXを持つ川越にこの初体験3本番』が4位を獲得 。7月1日の週でも9位にランクイン。
2024年7月20日に1st写真集『瞳に恋をして』の発売記念イベントを東京・神田神保町の書泉グランデで開催。
2024年8月5日～8月11日の集計期間でFANZAレンタルフロア週間AVランキングにおいて『 照れて、惚れて、イキ止まない。ホテルでじっくりねっとり何度も何度も求め合う丸一日中ヤリまくり濃密デート 川越にこ』が2位を獲得した。8月12日週同ランキングで1位を記録。8月19日週同ランキングで3位を獲得し、更に『激イキ222回! 痙攣5500回! イキ潮2700cc! 天性のモテSEX 川越にこ エロス覚醒 はじめての大・痙・攣スペシャル』が同週同ランキングで6位を獲得。8月26日週においても9位にランクイン。
2024年8月12日～8月18日の集計期間でFANZA動画フロア週間AVランキングにおいてデビュー作『 快楽で瞳トロける天性のモテSEX 新人NO.1STYLE 川越にこ AVデビュー』が再度2位を獲得。

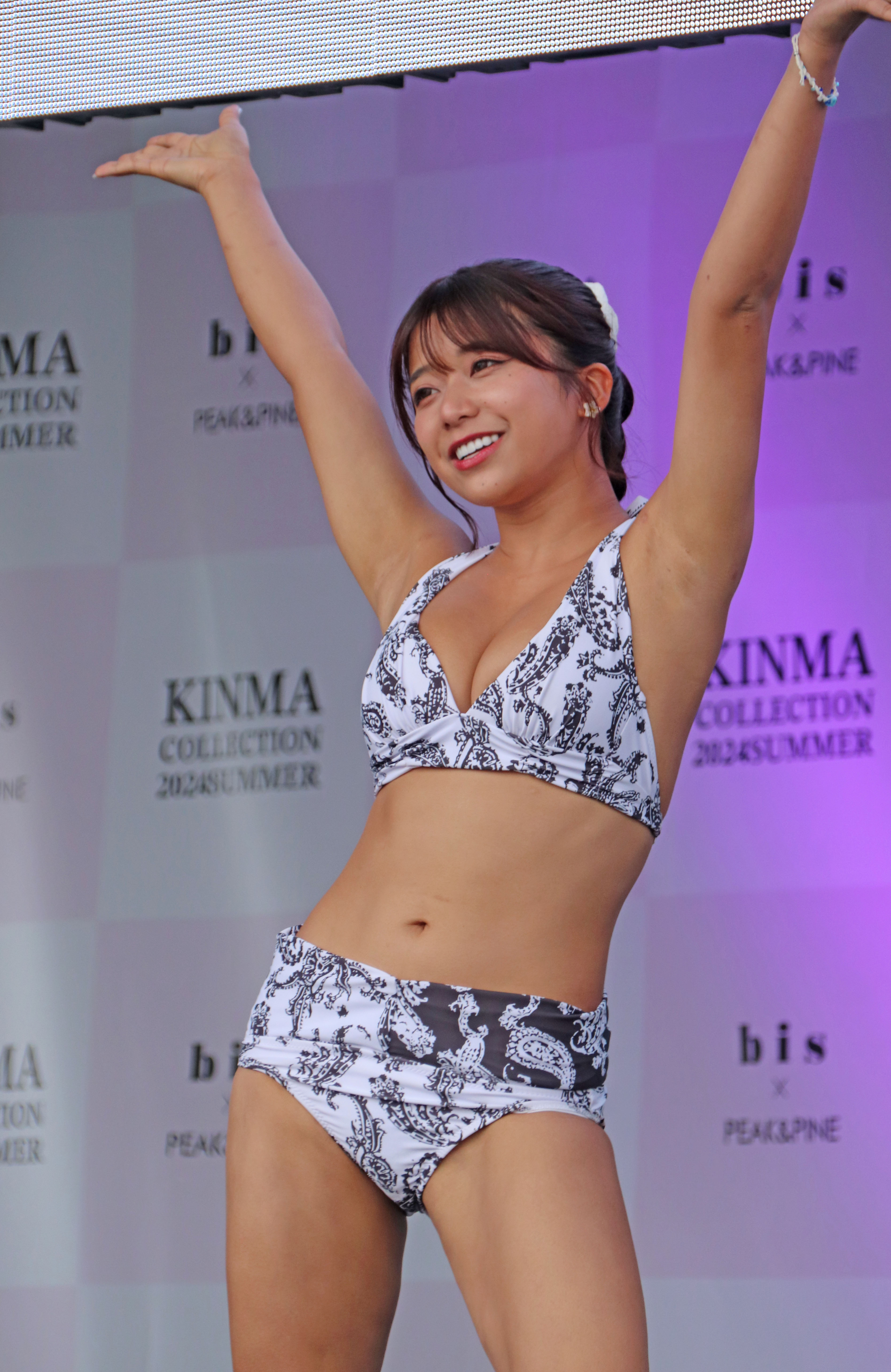
近代麻雀水着祭 (2024年9月撮影)

2024年10月25日開催の『舞台版 月ともぐら 第2回 胸キュンコラボグランプリ』にて、番組発のアイドルグループ「ねこまんまっ!! from お月ちゃんのうたのメンバーに就任することを発表。同年12月28日に1stシングル「好き好きSelfish♡」を配信リリースした。

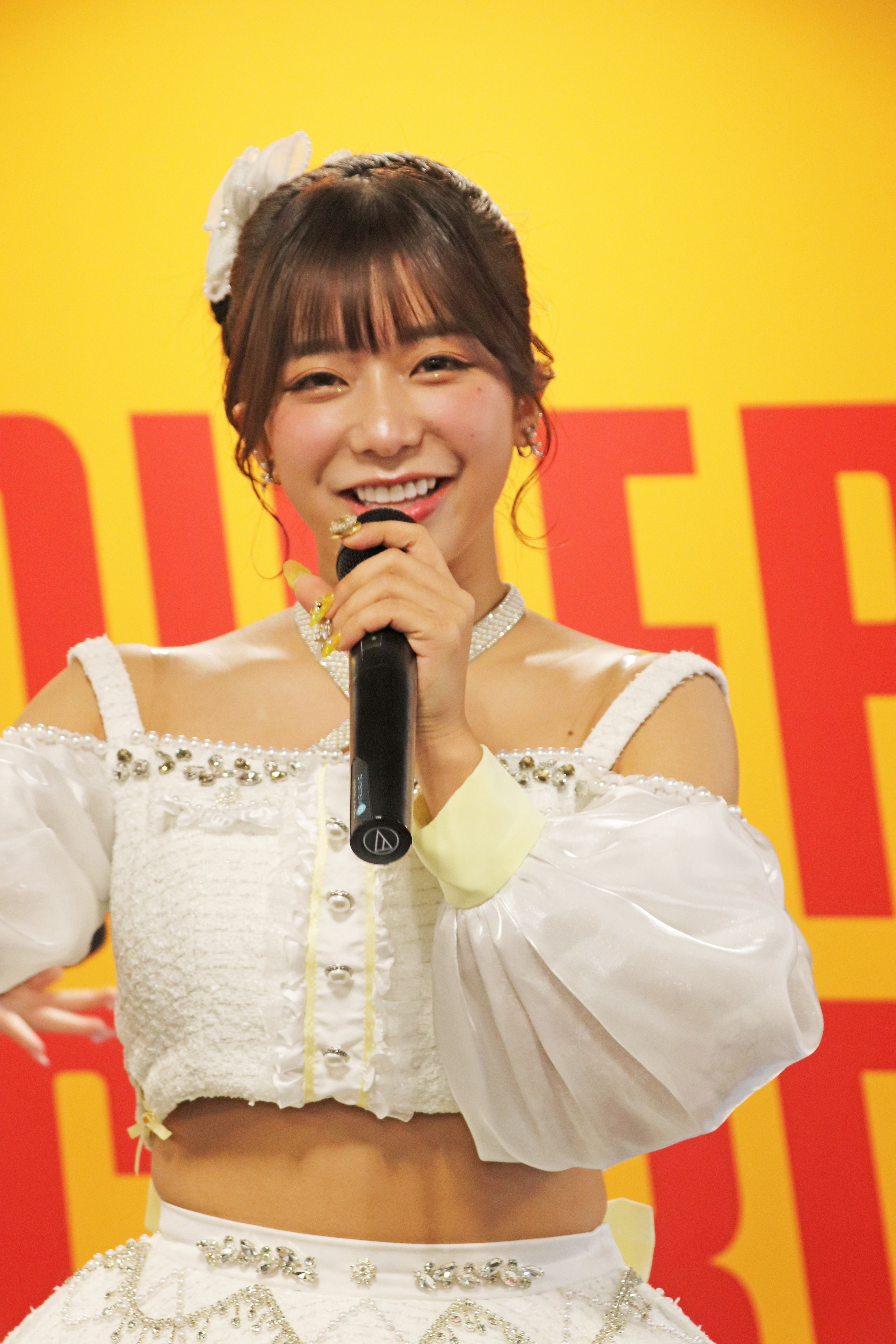
アイドル活動時の川越（2025年撮影）

2024年11月4日週FANZA通販フロアランキングにて、出演した『S1 PRECIOUS GIRLS 2024 オールスター24名大集合ハーレムアイランドSpecial』が初登場1位にランクイン。11月11日週では同作が1位。DVD版も3位ランクイン。
2024年12月13日(金)〜2025年1月24日(金)の期間でFANZAの「歳末新春SUPERキャンペーン2024-2025」のキャンペーンガールに伊藤舞雪、小野六花、桜空もも、佐々木さきとともに就任した ｡
2024年12月24日、光文社『FLASH』が独自集計した「FLASHセクシー女優ランキング2024」19位。
2025年2月8日、9日には台湾で開催された「TOP女神台北感謝祭」に招かれ参加した。
2025年8月1日(金)〜2025年9月12日(金)の期間でFANZAの「オトナのキャンペーン2024-2025」のキャンペーンガールに石川澪、八木奈々とともに就任した｡
2025年8月2日、 東京・秋葉原「書泉ブックタワー」 にて2nd写真集「おとなにこ 川越にこ写真集」の発売記念イベントを開催した｡
2025年8月3日、東京・秋葉原のラムタラエピカリアキバにて"『川越にこ』夏休みSPイベント【GG】"と題したリリースイベントを開催、イベントは３部構成で1部が午前11時30分開始、３部が翌日8月4日午前5時に終了。ノンストップ通しの18時間超という異例の長丁場イベントを完走した｡

## 人物

### 出身地
- デビュー時は出身地を「島」としか公表していなかった[5]が、これは地域が狭く身バレを回避するための配慮[49]。約2か月経過したとき隠せば隠すほど悪い噂が立つと考え、八丈島出身の公表を決意。2024年11月に集英社『週刊プレイボーイ』から故郷での撮影したいとのオファーもあり、「自信を持って活動することで応援してくれるファンも増える」「ありのままを知ってもらえれば周りの理解も深まる」と考えた[49]。実家は日用品を扱う商店[49]。前出のグラビア撮影が約2年ぶりの里帰りとなった[50]。

### 芸名
- 芸名「にこ」は八丈島在住時にあまり笑わない子だったため、女優であるときはいつも笑っていたいという思いを込めた[49][50]。「川越」は生まれてすぐに変わってしまった旧姓（但し漢字表記は「河越」[51]）[49]。デビュー時は候補の中から選んだと答えていたが、2025年のインタビューでは自分で考えて名付けたと述べている[49]。

### デビュー前
- デビュー前からAVを視聴しており、好きな女優は明日花キララ、三上悠亜で、好きなAVメーカーは、明日花と三上が専属を務めていたエスワンであった[5]。
- 中学校時代の体育講師が初恋の人で、認められたい一心でわき目も降らずに部活に集中。バレー、バスケ、フットサル、柔道、陸上と複数の部活をやっていた[5]。また、現在も忘れられず思い続けている[52]。
- 最初の交際相手はキスどまりで、次に交際した高2の時の一つ年下の後輩と初体験。実はその後輩が親戚だったと述べている[5]。この初体験の後輩がエロく、フェラチオを沢山やらされたので、フェラには自信があると語っている[2]。

### 趣味
- オフは外に出て、旅行やヨガに筋トレ、スパ通いでほとんど家にいない[5]。

### 友人関係
- メーカーの先輩女優である早坂ひめや三田真鈴とプライベートで旅行に行くほどの仲。同じく先輩女優の浅野こころとは2人で八丈島に行く約束をしている。また同年にデビューした田野憂や塔乃花鈴とも仲が良い。

### 料理
- AVデビューするにあたり、勤務先にダブルワークを認めてもらうために報告しており[8]、デビュー時点では料理人8：女優2の割合で働いている[10]。得意料理はカルパッチョ、アクアパッツァ、ハンバーグ。
- 料理はプロとして現場に立たせてもらえるところまで頑張れたので、AV女優というキャリアを活用して、いずれお店を出したり、商品開発に携わったり、イベント的な形などで「AV女優・川越にこ」を付加価値として、お料理とのいい関係が出来たらいいと語っている[53]。将来的な大きな目標はオーベルジュの開店[54]。
- デビュー1周年を記念し、2025年2月から4月にかけて応募者にフルコース料理をふるまう企画を実施[55]。

- 2025年6月には台湾・中時新聞網で料理教室を開くことが報道された[56]

### 資格取得
- 料理・調理系資格としては、 野菜ソムリエ、 野菜スペシャリスト、 フードコーディネーター、 衛生管理者などを保持している[55]。2025年6月には自動車免許（マニュアル）更新が「写真が可愛すぎる」とニュースになった[57]。2025年6月16日、自身のXで1級小型船舶操縦士の資格を取得したことを発表[58]（後日、直後に開催されたオンラインサイン会で資格取得祝いの花束をスタッフから貰ったことも発表している）。
- 同年7月26日には特殊小型船舶（水上バイク）の免許試験合格を発表[59]。次の目標は海上特殊無線技士。
- これらの資格取得は「川越にこ」としてやりたいこと（具体的には明かしていない）のためであるという。この他にInstagramのプロフィールには持っている資格・免許・合格した検定として中型二輪車免許、レストランサービス技能検定、硬筆技能検定2級、リンパケアセラピストを挙げている。

### 特徴
- 剛毛女優としてデビューしたが、カメラマンとの行き違いから、2作目のみ剃毛している[60]。
- AVライターのくろがね阿礼は「特筆すべきは、口技」、同じくライターのさおりは「ベッドの上では大人の色気を醸し出すテクニシャン」と論評し[25]、AVソムリエの渋江護二は何度でも使える至高の1本としてデビュー作をあげ「自分のことが好きなのかも……と勘違いさせる破壊力抜群のにこスマイル」と選んだ理由を語っている[61]｡ 映像制作兼業ライターのいんごまは「クシャっと笑った時の可愛さとキリッとした時の締麗さが共存している」とデビュー作のレビューで記事にした[17]。
- 週刊プレイボーイのライター・浜野きよぞうは「エビ反りイキ」を代名詞として挙げており、気持ちよくなると無意識に腰を上げる癖がある[62]。浜野は正常位では乳首が強調され、バックでは臀部の肉感が強調され「ナイス」と解説している[62]。
- 上記の通り様々なスポーツの経験があるが部活に入りこそしていないものの水泳も得意であり（本人によると「島育ちゆえ」）イメージビデオで泳ぐ姿を披露することも多い。
- 150センチの低身長だが、コンプレックスに感じたことはなく、小さいほうが可愛がられる、狭いところが通りやすいと肯定的にとらえている[54]。
- 1st写真集イベントでの神楽坂文人のインタビューで『今後も写真集を出し、自分の成長物語を作れたらいい』と答えている[33]。
- AVレビュアーの陰毛マン太郎からは「あどけない顔立ちに健康的な小麦色ボディが魅力的で、ヒット作を連発している超新星」、AVライターのくろがね阿礼からは「アナル近辺まで生い茂った密度の濃い陰毛がたまらない」と評されている[63]｡
- 週刊大衆2024年9月2日号で吉村卓が超絶名器なAV女優の1位に選び「小柄ながら、お尻は大きくゴム毬の柔らかさ。男根を締めつけるタコツボだが、ペニスに慣れていない感じで処女としているよう」と語っている。全体でも5位にランクインした[64]。

## 作品
◎はBD版発売作品。

### アダルトビデオ
- 快楽で瞳トロける天性のモテSEX 新人NO.1STYLE 川越にこ AVデビュー（2月13日、S1 NO.1 STYLE）◎
- 男を虜にして離さない天性のモテSEXを持つ川越にこの初体験3本番（3月12日、S1 NO.1 STYLE）◎[25]
- 照れて、惚れて、イキ止まない。ホテルでじっくりねっとり何度も何度も求め合う丸一日中ヤリまくり濃密デート 川越にこ（4月10日、S1 NO.1 STYLE）◎
- 激イキ222回! 痙攣5500回! イキ潮2700cc! 天性のモテSEX 川越にこ エロス覚醒 はじめての大・痙・攣スペシャル（5月14日、S1 NO.1 STYLE）◎
- 「にこ、いっぱい射精して欲しいな」ひと時も目を離さず照れるほどに顔が近い あざとく全てを受け入れてくれる全肯定エステ 川越にこ（6月11日、S1 NO.1 STYLE）◎ [54] [65][63]
- 今いちばん抱きたいカラダ 川越にこ、理性吹き飛ぶ。【禁欲×媚薬漬け】童顔悶える異常絶頂アクメ（7月9日、S1 NO.1 STYLE）◎
- ―アイスクリームは、おじさんの味がした― 中年オヤジの唾液にまみれ、粘液を絡ませ、汗だくなカラダを舐めずり合った制服の記憶。 川越にこ（8月13日、S1 NO.1 STYLE）◎
- 終電逃してセクハラ店長とまさかの相部屋に… 大嫌いなのに感じ、大嫌いなのに濡れ、大嫌いなのに喘ぎ、大好きな彼氏にウソをついてハメまくってしまった 川越にこ（9月11日、S1 NO.1 STYLE）◎ [62]
- 天性のモテSEX 川越にこ の身も心も! ゼロ距離フェラチオ10式（10月8日、S1 NO.1 STYLE）◎ [66]
- 童貞の貴方と天性のモテSEX 川越にこ が2人きり、丸2日間、強制的に! 相部屋お泊まり会!（11月13日、S1 NO.1 STYLE）◎
- S1 PRECIOUS GIRLS 2024 オールスター24名大集合ハーレムアイランドSpecial（12月10日、S1 NO.1 STYLE）[67][68][69] ◎
- 川越にこにベロキスで寝取られたい! 彼女がいても仕事中でもお構いなしにチュッチュ誘惑してくるあざとい後輩に僕のチ●ポは我慢の限界!（12月10日、S1 NO.1 STYLE）

- にこと大乱交、しよ? みんなが恋する11人乱交シチュエーション! 川越にこのタイプな男性が発覚!?（1月14日、S1 NO.1 STYLE）
- 自分が可愛いのを知ってる生徒の激あざとッ! 上目遣い誘惑に負けて何度も不貞セックスをした担任の僕。 川越にこ（2月11日、S1 NO.1 STYLE）◎
- エスワン20周年記念 AV業界史に残る最強タッグ作品 顔面偏差値No.1の女子生徒たちがヌキハメ放題で来場者を満足させてくれるエスワン学園射精祭（3月11日、S1 NO.1 STYLE）[70] ◎
- 僕が彼女とSEXしないよういつも朝勃ちチ●ポを狙って欲情防止ヌキしてくるやきもち焼きの射精せたがり妹 川越にこ（3月11日、S1 NO.1 STYLE）◎ [71]
- 「おじさん、もっと触って」満面の笑顔ピュア少女を我慢できずにメチャクチャ痴●してやったら…彼氏よりも俺のテクの虜に。 川越にこ（4月8日、S1 NO.1 STYLE）◎
- 今からでも古参ファンになれるよっ 初ベスト作品で復習すればまだ間に合う！川越にことの1年分の思い出 12タイトル全発射シーン完全コンプリート12時間（4月22日、S1 NO.1 STYLE）◎
- 教師の僕に2人の生徒が惚れて…元気な川越にこと清楚な浅野こころのコンビ誘惑に負けて学校でも、自宅でも、何度も背徳性交に溺れてしまった。川越にこ 浅野こころ（5月13日、S1 NO.1 STYLE）◎
- エスワン20周年記念 AV業界史に残る最強タッグ作品 世界トップクラスの美女に囲まれて柔らか艶肌むぎゅむぎゅ超密着！スッキリ連続射精！キス、乳首、股間…性感帯シンクロ同時責め【主観】あなただけの性処理専門全裸メイド倶楽部（5月27日、S1 NO.1 STYLE）◎
- 即尺ずっぽしズポズポどっぴゅん カワイイ顔を精子でドロドロに汚されても笑顔で神対応する ぺろぺろ顔射ナース 川越にこ（6月10日、S1 NO.1 STYLE）[72]◎
- 大好きだった義父からの性虐●に矛盾イキを覚えた女学生の私 心が張り裂け、マ●コは濡れる… 川越にこ (7月8日、S1 NO.1 STYLE）◎
- エスワン20周年記念 AV業界史に残る最強タッグ作品 1×18。AVメーカーS1所属の新人ADの俺は、最高セクシー女優様たちにこっそりシコられ、ハメられ、エロいことに巻き込まれる、AV職場ラッキーSEX (7月22日、S1 NO.1 STYLE）◎
- オタク好きの‘川越にこ’がアキバの一般男性達を翻弄誘惑で好きにさせてAV出演交渉、そしてSEX！計10発キュンキュンヌキヌキさせちゃったAV界のあざと女王、逆ナンパ7日間ドキュメント（8月12日、S1 NO.1 STYLE）◎

### アダルトVR
- VR NO.1 STYLE 川越にこ 解禁 ―大きく輝く黒目、心掴む澄んだ眼差し― ゼッタイ惚れちゃう天性のモテSEXを完全独占!（4月3日、S1 NO.1 STYLE）
- 父の再婚相手の連れ子はSEXが天才すぎるあざと姉妹で… 僕の童貞チ●ポを奪い合うハーレム新生活 川越にこ 早坂ひめ（9月25日、S1 NO.1 STYLE）

- 「センパイに彼女できたなんて許しませんっ!」 嫉妬したバイト先のあざとカワイイ後輩が彼女出来たての僕を酔わせて逆NTRをしかけてきた!! 川越にこ（3月2日、S1 NO.1 STYLE）
- 健全エステ店でマッサージ受けていたら…「いいんですか…？抜かずに帰っちゃうんですか…？」まさかの耳元ささやき誘惑に突発勃起ッ！！イっても終わらないエンドレス〇〇で何度も抜いちゃう7連射エステティシャン 川越にこ（7月3日、S1 NO.1 STYLE）

### イメージビデオ
- おしおきcute 川越にこ（4月10日、FAIR & WAY）[73] ◎
- ALL NUDE 川越にこ（9月25日、Aircontrol）◎

- Niko’s Smile 川越にこ（1月29日、スパイスビジュアル）
- 裸天使 川越にこ（6月24日、Aircontrol）◎

### 写真集
- 川越にこ1st写真集『瞳に恋をして』（2024年7月23日､ジーオーティー、撮影：中山雅文 ）ISBN 978-4-8236-0695-3[74]
- おとなにこ　川越にこ写真集（2025年7月25日､双葉社、撮影：十条アラタ ）ISBN 978-4-5753-1991-0

### デジタル写真集
- 週刊ポストデジタル写真集 川越にこ うぶな瞳に恋してる（2023年5月15日、小学館、撮影：丸谷嘉長）[75]
- 歳末新春SUPERキャンペーン2024-2025せくしーこれくしょん（2024年12月13日、FANZA BEAUTY COLLECTION）※『歳末新春SUPERキャンペーン2024-2025』キャンペーンガール5名によるオムニバス写真集。FANZA限定配信。
- 八丈島純情 川越にこ 週プレ PHOTO BOOK（2025年1月27日、集英社、撮影：笠井爾示）※『週プレ グラジャパ!』限定版には、限定カット & 豪華ロングムービーの特典が付属[76]。
- 私でシテくれますか? 川越にこデジタル写真集（2025年2月28日、双葉社、撮影：篠原潔）[77]
- 川越にこ『Kiss You』（2025年4月29日、スパイスビジュアル）
- 川越にこ1st写真集『瞳に恋をして』増ページ【デジタル特装版】（2025年5月1日、ジーオーティー、撮影：中山雅文）※紙書籍版を再編集し、未公開カットを追加した電子書籍限定版。

## 製品

### アダルトグッズ
オナホール
- JAPANESE REAL HOLE 激 川越にこ（2025年1月24日、ハトプラ）

- 名器覚醒 川越にこ（2025年7月21日、N.P.G）[78]

## 出演

### テレビ
- 月ともぐら（2024年4月26日 - 2025年4月11日・5月23日 - 6月13日・7月25日 - 、テレビ東京)
- もう!バカリズムさんの超H! #53（2024年7月1日、フジテレビONE)

### ウェブテレビ
- モグライダーさん ちょっとお時間いいですか? #18 - #21（2024年5月15日・6月5日・6月19日・7月3日、DMM TV）[79]
- カチコチTV #194-195（2024年9月20日,9月27日、FANZA TV）
- 東京スキャンダルクラブ（2024年10月23日 - 、FANZA TV）
- 鶴瓶&ナイナイのちょっとあぶないお正月2025（2025年1月1日、ABEMA）- 万華鏡美女役

### ラジオ
- ねむチキ（2025年4月13日・20日、TBSラジオ）
- 川越にこのCooking Time♪（2025年4月2日 - 、ラジオクロニクル）

### 舞台
- 舞台版 月ともぐら 第2回 胸キュンコラボグランプリ（2024年10月25日、東京・草月ホール）-「チーム・セカラブ」にこ 役[80]

### イベント
- 『お月ちゃん大集合！スペシャルトークライブイベント2025〜ちょっとお時間いいですか？〜』【昼公演】（2025年6月15日、東京・I’M A SHOW）[81]

- 『お月ちゃん大集合！スペシャルトークライブイベント2025〜ちょっとお時間いいですか？〜』【夜公演】（2025年6月15日、東京・I’M A SHOW）[82]

### 大規模イベント 出演
- 近代麻雀水着祭2024 FINAL (DAY1 2024年9月21日、DAY3 2024年9月23日、近代麻雀学院 @埼玉県越谷市・しらこばと水上公園) [83] [84]

- 真夏の水着祭 2025 DAY1 (2025年7月2日、近代麻雀学院 @東京サマーランド) [85]